# Isocitrato deshidrogenasa cinasa
Isocitrato deshidrogenasa cinasa número EC 2.7.11.5 cataliza la reacción de fosforilación de la enzima isocitrato deshidrogenasa dependiente del NADP+ (IDH) utilizando para ello ATP:
Por lo tanto los dos sustratos de esta enzima son ATP y la enzima isocitrato deshidrogenasa (NADP+), mientras que sus dos productos son adenosina difosfato y la isocitrato deshidrogenasa (NADP+) fosfato.

## Clasificación
Esta enzima pertenece a la familia de las transferasas, específicamente a aquellas transferasas que transfieren un grupo fosfato a la cadena lateral de los residuos serina o treonina en una proteína (serina/treonina proteína cinasa)

## Nomenclatura
El nombre sistemático de esta clase de enzimas es ATP:[isocitrato dedhidrogenasa (NADP+)] fosfotransferasa. Otros nombres de uso común por los cuales se la conoce son [isocitrato deshidrogenasa (NADP+)] cinasa, ICDH cinasa/fosfatasa, IDH cinasa, IDH cinasa/fosfatasa, IDH-K/P, IDHK/P, isocitrato deshidrogenasa cinasa (fosforilante), isocitrato deshidrogenasa cinasa/fosfatasa; y STK3.

## Papel biológico
Su localización celular es el citoplasma. Es una enzima bacteriana y bifuncional ya que puede fosforilar (desactivar) o desfosforilar (activar) la IDH en un residuo serina específico. Este es un mecanismo regulador que le permite a las bacterias derivar el ciclo de Krebs a través de la ruta del glioxilato en respuesta al tipo de fuente de carbono.
Cuando las bacterias crecen en glucosa, la IDH está completamente activa y desfosforilada, pero cuando crecen en acetato o etanol, la actividad de la IDH se reduce drásticamente por su fosforilación.